# ミズハタネズミ属
ミズハタネズミ属（ミズハタネズミぞく、Arvicola）は、キヌゲネズミ科ミズハタネズミ亜科に属する水生の比較的大きなハタネズミの一種。ミズハタネズミ亜科の模式属である。
本属に属する種の多くは、ヨーロッパ及び北アジアの多くによる水生及び乾燥地に生息している。北米西北部で見つけられたアメリカミズハタネズミ (Microtus richardsoni) は過去にこの属に属すると考えられていたが、ハタネズミ属 (Microtus) の方に近い種であるとされている。
体長は12-22cm 程度、尾の長さは6.5-12.5cm であり、体重は70-250g である。
生態の詳細については、代表的な種であるミズハタネズミを参照のこと。

## 分類
以下の分類・英名は、Mammal Diversity Database（2024）に従う。和名は川田ほか（2018）による。
- Arvicola amphibius ユーラシアミズハタネズミ Eurasian water vole（ヤマミズハタネズミA. schermanはシノニムとされる）
- Arvicola italicus — Italian water vole
- Arvicola persicus — Persian water vole
- Arvicola sapidus イベリアミズハタネズミ Southwestern water vole